# Marcello Musto
Marcello Musto (Nápoles, 14 de abril de 1976) é um professor de sociologia italiano, que leciona na York University, em Toronto, Canadá. Musto é mundialmente reconhecido como um dos autores que contribuiu significativamente para o renascimento dos estudos de Karl Marx ao longo da última década. Os seus principais escritos compreendem quatro livros de autoria única, onze volumes editados, e mais de 40 artigos de revistas e capítulos de livros. A sua obra foi traduzida mundialmente em vinte e cinco idiomas.

## Educação e Carreira
Marcello Musto é licenciado e mestre em Ciência Política, e doutor em Filosofia e Política, pela Universidade de Nápoles "L'Orientale". Também obteve um doutoramento em Filosofia pela Universidade de Nice Sophia Antipolis, sob a supervisão de André Tosel.
Foi nomeado Assistant Professor de teoria sociológica, no departamento de Sociologia da York University, em 2014. Foi promovido Associate Professor em 2016 e Professor em 2020. Tem sido professor visitante em muitas universidades de todo o mundo, incluindo a Universidade de Pisa, Universidade de Helsínquia, e Universidade de Rikkyo, e é permanent Adjunct Professor no Departamento de Filosofia da Universidade de Nanjing. A sua investigação tem sido apoiada por organismos de financiamento estatais em sete países.
Musto divulgou as suas ideias por meio de 120 palestras e apresentações em conferências, em mais de 20 países. É colaborador dos jornais Corriere della Sera, The Statesman, e La Razón, e é editor da série de livros Marx, Engels, Marxisms na Palgrave Macmillan e Critiques and Alternatives to Capitalism na Routledge.

## Trabalho acadêmico
O velho Marx: uma biografia de seus últimos anos (1881-1883) (2018) é uma reavaliação dos conhecimentos teóricos dos anos finais da vida de Marx, na sua maioria inexplorados. Centrando-se no período 1881-1883, Musto dissipa o mito de que Marx deixou de escrever tardiamente, e desafia a deturpação de Marx como um pensador eurocêntrico e economista que se fixou apenas no conflito de classes. Musto argumenta que neste período Marx estendeu a sua investigação a novas disciplinas, conflitos políticos, questões teóricas e áreas geográficas, e demonstra que estudou recentes descobertas antropológicas, analisou formas comunais de propriedade em sociedades pré-capitalistas, apoiou a luta do movimento populista na Rússia, e expressou críticas à opressão colonial na Índia, Irlanda, Argélia e Egito. Para Musto, dos últimos manuscritos e cadernos de notas não publicados ou anteriormente negligenciados de Marx, emerge um autor marcadamente diferente daquele representado por muitos dos seus críticos e seguidores contemporâneos.
Em Another Marx: Early Manuscripts to the International [Um outro Marx: dos primeiros manuscritos à Internacional] (2018), Musto utiliza as mais recentes aquisições textuais da edição Marx-Engels-Gesamtausgabe, às quais dedicou vários ensaios, a fim de fornecer uma reavaliação crítica das ideias de Marx sobre a filosofia pós-Hegeliana, a concepção materialista da história, métodos de investigação, autoemancipação da classe trabalhadora, e teoria revolucionária. Dividido em três partes - "Influências Intelectuais e Escritos Antigos", "A Crítica da Economia Política", e "Militância Política" - o livro sublinha o abismo entre a teoria crítica de Marx e o dogmatismo de muitos marxismos do século XX.
Entre os numerosos volumes editados por Musto, quatro foram particularmente elogiados pelo seu rigor e elevado nível de bolsas de estudo. Karl Marx’s Grundrisse: Foundations of the Critique of Political Economy 150 Years Later [Os Grundrisse de Karl Marx: fundamentos de uma crítica da economia política] (2008) é considerado uma das mais completas referências ao manuscrito preparatório mais conhecido de Marx do Capital, o Grundrisse. O livro demonstra a relevância do manuscrito inacabado, escrito entre 1857 e 1858, para uma compreensão do Capital e analisa a razão pela qual as numerosas reflexões sobre assuntos que Marx não desenvolveu em qualquer outra parte da sua obra são importantes para uma compreensão global do seu pensamento. Musto e vários especialistas internacionais na matéria também destacam o poder explicativo das categorias marxistas para a sociedade contemporânea. A terceira parte desta coleção, dedicada à ["Difusão e Recepção de Grundrisse no Mundo"]], reconstrói a história de todas as traduções e interpretações deste texto e tem sido descrita como um exemplo de "maravilhosa loucura de erudição".
Trabalhadores, uni-vos! Antologia política da I Internacional (2014) é a primeira antologia feita das resoluções e documentos da Associação Internacional dos Trabalhadores. Na sua longa introdução a este livro, Musto ilustra os fundamentos da história do movimento operário e apresenta a vida da "Primeira Internacional" de forma diferente da ortodoxia ideológica do marxismo-leninismo: não apenas uma criação de Marx, mas uma organização complexa com múltiplas tendências que lutam pela hegemonia política. Para Musto, "a Internacional ajudou os trabalhadores a compreender que a emancipação do trabalho não podia ser ganha num único país, mas era um objetivo global. Também espalhou a consciência nas suas fileiras de que eles próprios tinham de alcançar o objetivo, através da sua própria capacidade de organização, em vez de o delegar noutra força; e que era essencial ultrapassar o modo capitalista de produção e de trabalho assalariado, uma vez que as melhorias dentro do sistema existente, embora necessárias, não eliminariam a dependência das oligarquias patronais".
The Marx Revival: Key Concepts and New Interpretations (2020) [O renascimento de Marx: conceitos-chave e novas interpretações (2020)] destaca a relevância contemporânea de Marx através de 22 ensaios de alguns dos mais proeminentes estudiosos marxistas contemporâneos. Eles indicam as áreas em que a teoria de Marx requer mais atualização como resultado de mudanças desde a sua época, e as razões pelas quais esta ainda é tão relevante no mundo de hoje. No seu próprio capítulo "Comunismo", Musto argumenta que, na sua visão da sociedade pós-capitalista, "Marx atribuía um valor fundamental à liberdade individual, e o seu comunismo era radicalmente diferente do nivelamento de classes previsto por muitos dos seus antecessores ou da uniformidade política e econômica perseguida por muitas das suas epígonetas".
Um dos livros mais recentes de Musto é a antologia Karl Marx’s Writings on Alienation (2021) [Escritos de Karl Marx sobre alienação (2021)]. Na introdução a este volume, ele argumenta que muitos autores que escreveram sobre a alienação basearam erroneamente as suas interpretações nos primeiros escritos de Marx. Em contraste, Musto centra a sua análise naquilo a que chama a "segunda geração" dos escritos de Marx sobre a alienação, ou seja, as partes dedicadas a este conceito nos Grundrisse e no "Capital, Volume I: Livro 1, Capítulo VI, Inédito", e considera que as ideias de Marx incluídas nas suas obras econômicas posteriores eram muito mais extensas e sofisticadas do que as dos primeiros manuscritos filosóficos. Para Musto, a difusão destas teorias não só abriu o caminho para uma noção de alienação diferente daquela hegemônica em Sociologia e Psicologia na segunda metade do século XX, como também forneceu "uma concepção anticapitalista orientada para a superação da alienação na prática".

## Publicações

### Livros de sua autoria
- O velho Marx: uma biografia de seus últimos anos (1881-1883), São Paulo: Boitempo, 2018 (publicado em italiano, inglês, tâmil, coreano, alemão, japonês, árabe, farsi, espanhol, português [Portugal], catalão, hindi, indonésio).
- Karl Marx. Biografia intellettuale e politica, 1857-1883, Torino: Einaudi, 2018 (publicado em húngaro e espanhol).
- Another Marx: Early Manuscripts to the International, London–New York: Bloomsbury Academic, 2018 (publicado em japonês, indonésio e bengali).
- Ripensare Marx e i marxismi. Studi e saggi, Roma: Carocci, 2011 (publicado em coreano).

### Livros editados
- Rethinking Alternatives with Marx: Economy, Ecology and Migration, New York: Palgrave Macmillan, 2021.
- Karl Marx’s Writings on Alienation, New York-London: Palgrave Macmillan, 2021 (publicado em italiano, curdo).
- The Marx Revival: Key Concepts and New Interpretations, Cambridge: Cambridge University Press, 2020 (publicado em italiano).
- (Con S. Gupta e B. Amini) Karl Marx’s Life, Ideas, and Influences: A Critical Examination on the Bicentenary, New York: Palgrave Macmillan, 2019.
- Marx’s Capital after 150 Years: Critique and Alternative to Capitalism, London-New York: Routledge, 2019.
- (Con G. Comninel e V. Wallis) The International After 150 Years: Labour Versus Capital, Then and Now, New York–London: Routledge, 2015.
- Trabalhadores, uni-vos! Antologia política da I Internacional, São Paulo: Boitempo, 2014 (publicado em italiano, inglês, tâmil, telugu, indiano, espanhol, francês).
- Marx for Today, London-New York: Routledge, 2012 (publicado em espanhol [Argentina], chinês, espanhol [Espanha]).
- Karl Marx, Introduzione alla critica dell’economia politica, Macerata: Quodlibet, 2010.
- Karl Marx’s Grundrisse: Foundations of the Critique of Political Economy 150 Years Later, London–New York: Routledge, 2008 (publicado em farsi, chinês, italiano, espanhol).
- Sulle tracce di un fantasma. L’opera di Karl Marx tra filologia e filosofia, Roma: Manifestolibri, 2005 (publicado em espanhol).

#### Em Português
- Trabalhadores, uni-vos! Antologia política da I Internacional, 2014, Boitempo.
- O velho Marx, uma biografia de seus últimos anos (1881-1883), Boitempo.
- Repensar Marx e os marxismos, Guia para novas leituras, 2022, Boitempo.